# أبو الحسن الندوي
أبو الحسن النَّدْوي (1333- 1420 هـ / 1914- 1999 م) عالم مسلم هندي، وداعية مفكر، وأديب مرب. أول رئيس لرابطة الأدب الإسلامي العالمية.

أبو الحسن الندوي في شبابه

## اسمه ونسبه
أبو الحسن علي بنُ عبد الحي، بن فخر الدين الحسَني، ينتهي نسبُه إلى عبد الله الأشتر، بن محمد ذي النفس الزكية، بن عبد الله المَحْض، بن الحسن المثنَّى، بن الحسن، بن عليِّ بن أبي طالب. هاجر جدُّه الأمير قطب الدين محمد المدني (م 677هـ) إلى الهند في أوائل القرن السابع الهجري.
أبوه عبد الحي بن فخر الدين الحسني صاحب المصنَّفات المشهورة: «نزهة الخواطر وبهجة المسامع والنواظر في تراجم علماء الهند وأعيانها» في ثماني مجلدات عن أعلام المسلمين في الهند، طبع أخيرًا باسم «الإعلام بمن في تاريخ الهند من الأعلام» حتى لقِّب بـ «ابن خَلِّكان الهند». أمه من المؤلِّفات الحافظات للقرآن الكريم، تقرض الشعر، وقد نظمت مجموعة من الأبيات في مدح رسول الله صلى الله عليه وسلم.

## ولادته ونشأته
وُلِدَ بقرية تكية بمديرية راي بريلي في الولاية الشمالية أتر برديش بالهند، . بدأ تعلُّمَه للقرآن الكريم في البيتِ تُعاوِنُه أمُّه، ثم بدأ في تعلُّم اللغتَينِ الأردية والفارسية. تُوُفِّي أبوه عام 1341هـ - (1923م) وهو لم يزل دون العاشرة، فتولَّت أمُّه، وأخوه الأكبُر الدكتور عبد العلي الحسني الذي كان هو الآخَرُ طالباً في كلية الطب بعد تخرُّجِه من دار العلوم ندوة العلماء ومن دار العلوم ديوبند.
بدأ تعلُّم العربية على يد الشيخ خليل بن محمد الأنصاري اليماني عام 1342 هـ / 1924م وتخرَّج عليه، كما استفاد -في دراسة اللغة العربية وآدابها- من عمَّيْهِ عزيز الرحمن ومحمد طلحة، وتوسع فيها وتخصص على يد الأستاذ الدكتور تقي الدين الهلالي عند مقدمه في ندوة العلماء عام 1930م. حضر احتفالَ ندوة العلماء بكانفور عام 1926م، وشدَّ انتباه المشاركين في الاحتفال بكلامه العربي، واستعان به بعضُ الضيوفِ العرب في تنقُّلاته خارجَ مقرِّ الحفل. التحق بجامعة لكهنؤ في القسم العربي عام 1927م -وكان أصغرَ طُلاب الجامعةِ سِنّاً- وحصل على شهادة فاضل أدب في اللغة العربية وآدابها.
قرأ -أيام دراسة اللغة العربية الأولى- كتبا في اللغة الأردية وآدابها، مِمَّا أعانه على الدعوة، وشرح الفكرة الإسلامية، وإقناع الطبقة المثقَّفة بالثقافة العصرية. عكف على دراسة اللغة الإنجليزية في الفترة ما بين 1928- 1930م مما مكَّنَه من قراءة الكتب الإنجليزية في المواضيع الإسلامية والحضارة الغربية وتاريخها وتطورها، والاستفادة منها مباشرة.
التحق بدار العلوم لندوة العلماء عام 1929 م، وحضَر دروسَ الحديث الشريف للمحدِّث الشيخ حيدر حسن خان -وكان قد دَرَسَ كتاب الجهاد من صحيح مسلم على شيخه خليل الأنصاري- ولازَمَه سنتَيْنِ كاملَتَيِن فقرأ عليه الصحيحين، وسنن أبي داوود، وسنن الترمذي، وقرأ عليه دروساً في تفسير البيضاوي، وقرأ على شيخه شبلي الجيراجبوري الأعظمي بعض كتب الفقه.
قرأ على شيخه خليل الأنصاري طرفا من التفسير، ثم تلقَّى دروساً في التفسير من عبد الحي الفاروقي، وحضر دروس البيضاوي للمحدث الشيخ حيدر حسن خان، ودَرَسَ التفسير لكامل القرآن الكريم -حسب المنهج الخاص للمتخرجين من المدارس الإسلامية- على الشيخ أحمد علي اللاهوري في لاهور عام 1351 هـ / 1932م. أقام عند الشيخ حسين أحمد المدني عام 1932 في دار العلوم ديوبند عدة أشهر، وحضر دروسَه في صحيح البخاري وسنن الترمذي، واستفاد منه في التفسير وعلوم القرآن الكريم أيضاً، كما استفاد من إعزاز علي في الفقه، ومن المقرئ أصغر علي في التجويد على رواية حفص.

## حياته العلمية وجهوده الدعوية
تَعيَّن مُدَرِّساً في دار العلوم لندوة العلماء عام 1934م، ودرَّس فيها التفسير والحديث، والأدب العربي وتاريخه والمنطق.
تزوج عام 1934م، وعوّضه الله عن أولاده من الصلب ابن الأخ الداعية الكاتب محمد الحسني وأبناء الأخت الدعاة محمد الثاني، محمد الرابع، ومحمد الخامس وهو المعروف بـ: واضح رشيد.
استفاد من الصُّحف والمجلات العربية الصادرة في البلاد العربية - والتي كانت تصل إلى أخيه الأكبر، أو إلى دار العلوم ندوة العلماء- مما عرَّفَه على البلاد العربية وأحوالها، وعلمائها وأدبائها ومفكِّريها. بدأ يتوسع في المطالعة والدراسة - خارجاً عن نطاق التفسير والحديث والأدب والتاريخ أيضاً- منذ عام 1937م، واستفاد من كتب المعاصرين من الدعاة والمفكرين العرب، وفضلاء الغرب، والزعماء السياسِيِّينَ.
قام برحلة استطلاعية للمراكز الدينيَّة في الهند عام 1939م تعرَّف فيها على عبد القادر الراي بوري والداعية محمد إلياس الكاندهلوي، وبقي على صلة بهما، فتلقَّى التربيةَ الروحيةَ من الأول وتأسَّى بالثاني في القيام بواجبِ الدعوة وإصلاح المجتمع، فقضى زمناً في رحلات دعوية متتابعة للتربية والإصلاح والتوجيه الديني على منهجه، واستمرت الرحلات الدعوية - على اختلاف في الشكل والنظام - إلى مرض وفاته في ذي الحجة عام 1420 هـ.
أسَّسَ مركزاً للتعليمات الإسلامية عام 1943م، ونظَّم فيها حلقاتِ درسٍ للقرآن الكريم والسنَّة النَّبوِيَّةِ فتهافتَ عليها الناسُ من الطبقة المثقفةِ والموظَّفِين الكبار. اختير عضواً في المجلس الانتظامي أو الإداري لندوة العلماء عام 1948م، وعُيِّن نائبا لمعتمد أو وكيل ندوة العلماء للشؤن التعليمية بترشيحٍ من المعتمد سليمان الندوي عام 1951 م، واختير معتمداً إثرَ وفاته عام 1954م، ثم وقع عليه الاختيارُ أميناً عاماً لندوة العلماء بعد وفاة أخيه الدكتور عبد العلي الحسني عام 1961م.
أسَّسَ حركة رسالة الإنسانية عام 1951م.
أسَّسَ المجمع الإسلامي العلمي في لكهنؤ عام 1959م
شارك في تأسيس هيئة التعليم الديني للولاية الشمالية (U.P.) عام 1960م، وفي تأسيس المجلس الاستشاري الإسلامي لعموم الهند عام 1964م، وفي تأسيس هيئة الأحوال الشخصية الإسلامية لعموم الهند عام 1972م. دعا إلى أوَّل ندوة عالمية عن الأدب الإسلامي في رحاب دار العلوم لندوة العلماء عام 1981م.

## مؤلفاته وآثاره
- نُشِرَله أوَّلُ مقالٍ بالعربية في مجلة المنار للسيد رشيد رضا عام 1931م حول حركة أحمد بن عرفان (الشهيد في بالاكوت عام 1831م)
- ظهر له أوَّلُ كتاب بالأردية عام 1938 م بعنوان سيرة سيد أحمد شهيد ونال قبولاً واسعاً في الأوساط الدينية والدعوية.
- ألّف كتابه مختارات في أدب العرب عام 1940م، وسلسلة قصص النبيين للأطفال وسلسلةً أخرى للأطفال باسم: القراءة الراشدة في الفترة ما بين 1942-1944م.
- بدأ في تاليف كتابه المشهور ماذا خسر العالم بانحطاط المسلمين عام 1944 م، وأكمله عام 1947م، وقد طُبِعت ترجمتُه الأرديةُ في الهند قبل رحلته الأولى للحج عام 1947م.
- ألَّف - عام 1947م - رسالة بعنوان: إلى مُمثِّلي البلاد الإسلامية موجَّهةً إلى المندوبين المسلمين والعرب المشاركين في المؤتمر الآسيوي المنعقد في دلهي- على دعوة من رئيس وزراء الهند وقتها: جواهر لال نهرو - فكانت أولَ رسالةٍ له انتشرت في الحجاز عند رحلته الأولى.
- كلَّفته الجامعة الإسلامية في عليكره (A.M.U.) الهند، بوضع منهاج لطلبة الليسانس في التعليم الديني أسماه إسلاميات، وألقى في الجامعة الملية بدلهي- على دعوة منها- عام 1942م محاضرةً طُبعت بعنوان: بين الدين والمدنِيَّةِ.
- دُعِي أستاذاً زائِراً في جامعة دمشق عام 1956م، وألقى محاضرات بعنوان: التجديد والمجدِّدون في تاريخ الفكر الإسلامي ضُمَّت - فيما بعد- إلى كتابه رجال الفكر والدعوة في الإسلام.
- ألقى محاضرات في الجامعة الإسلامية بالمدينة المنورة - على دعوة من نائب رئيسها عبد العزيز بن عبد الله بن باز- عام 1963م، طُبِعت بعنوان: النبوة والأنبياء في ضوء القرآن.
- سافر إلى الرياض- على دعوة من وزير المعارف السعودي - عام 1968م للمشاركة في دراسة خطة كلية الشريعة، وألقى بها عدَّةَ محاضرات في جامعة الرياض وفي كلية المعلِّمين، وقد ضُمَّ بعضُها إلى كتابه: نحو التربية الإسلامية الحرة في الحكومات والبلاد الإسلامية.
- ألّف - بتوجيهٍ من شيخه عبد القادر الراي بورى - كتاباً حول القاديانية، بعنوان: القادياني والقاديانية عام 1958م.
- ألَّف كتابه الصِّراع بين الفكرة الإسلامية والفكرة الغربية في الأقطار الإسلامية عام 1965م، وكتابه الأركان الأربعة عام 1967م، والعقيدة والعبادة والسلوك عام 1980م، و« صورتان متضادتان لنتائج جهود الرسول الأعظم صلى الله عليه وسلم الدعوية والتربوية وسيرة الجيل المثالي الأول عند أهل السنة والشيعة الإمامية»، عام 1984م، والمرتضى في سيرة أمير المؤمنين علي بن أبي طالب عام 1988م.
- له كتاب بعنوان: «منذ خمسين عاما أريد أن أتحدث إلى الإخوان» لتصفح الكتاب
- ألف كتاب «السيرة النبوية» الذى يعتبر من أهم كتب السيرة المتناولة بأسلوب عصرى بالصور والخرائط وقد صدر لذلك الكتاب عدة طبعات والأخيرة صدرت من المجمع الأسلامى العلمي بلكهنؤ (عام ١٤١٦ه - ١٩٩٥م)

## الصحافة
شارك في تحرير مجلة الضياء العربية الصادرة من ندوة العلماء عام 1932م، ومجلة الندوة الأردية الصادرة منها أيضاً عام 1940 م، وأصدر مجلة التعمير الأوردية عام 1948م.
وتولَّى كتابة افتتاحيات مجلة «المسلمون» الصادرة من دمشق في الفترة ما بين 59- 1958 م وكانت أُوْلاها هي التي نُشِرت فيما بعد بعنوان: رِدَّة ولا أبا بكر لها، كما ظهرت له مقالات في مجلة الفتح للأستاذ محب الدين الخطيب.
أشرف على إصدار جريدة نداي ملت الأردية الصادرة عام 1962م، وكان المشرفُ العام على مجلة البعث الإسلامي العربية الصادرة منذ عام 1955م، وجريدة الرائد العربية الصادرة منذ عام 1959م، وجريدة تعمير حيات الأوردية الصادرة منذ عام 1963م، والمجلة الإنجليزية (بالإنجليزية: The Fragrance) الصادرة منذ عام 1998م، أربعتُها تصدر من ندوة العلماء، وكان هو المشرف العام على مجلة معارف الأوردية الصادرة من دار المصنفين بأعظم كره، ومجلة الأدب الإسلامي الصادرة عن رابطة الأدب الإسلامي العالمية مكتب البلاد العربية، ومجلة كاروان أدب الصادرة من رابطة الأدب الإسلامي العالمية مكتب بلاد شبه القارَّة الهندية.

## رحلاته في طلب العلم
سافر إلى مدينة لاهور عام 1929م، وكانت أوَّلَ رحلةٍ له إلى بلدٍ بعيد حيث تعرَّف على علمائها وأعيانها، والتقى بالشاعر الدكتور محمد إقبال وكان قد ترجم بعض قصائده -قصيدة القمر- إلى النثر العربي. وفي هذه الرحلة عرضه عمه محمد طلحة على الأستاذ محمد شفيع واستشاره في الميدان الذي يختاره للدراسة في المستقبل فأشار عليه المذكور بالاستمرار في تعلم العربية.
سافر ثانية إلى لاهور عام 1930م وقرأ عليه تفسير أوائل سورة البقرة.
وفي رحلته الثالثة إلى لاهور عام 1931م قرأ على العلامة اللاهوري كتاب حجة الله البالغة لولي الله الدهلوي.
رافق الدكتور تقي الدين الهلالي في رحلته إلى بنارس وأعظم كره ومؤ ومبارك فور، ولعله في هذه الرحلة قرأ أوائل الصحاح على صاحب تحفة الأحوذي عبد الرحمن المباركفوري وأخذ منه - أيضاً - الإجازة في الحديث. سافر إلى ديوبند عام 1932م وأقام بدارالعلوم ديوبند للحضور في دروس المحدث حسين أحمد المدني في الحديث الشريف، كما استفاد منه بصفة خاصة في التفسير وعلوم القرآن.
وفي رحلته الرابعة إلى لاهور عام 1932م قرأ على اللاهوري تفسير كامل القرآن الكريم حسب المنهاج المقرر للمتخرجين من المدارس الإسلامية. رافق سليمان الندوي في سفره إلى كرنال وباني بت، وتهانيسر ودلهي عام 1939م، وألقى في حلب محاضرة بعنوان (حاجتنا إلى إيمان جديد) في 12 حزيران 1956.

## تقدير وتكريم
- اختير عضوا مراسِلًا في مجمع اللغة العربية بدمشق عام 1956 م.
- أدار الجلسة الأولى لتأسيس رابطة العالم الإسلامي بمكة المكرمة عام 1962 م، نيابةً عن رئيسها مفتي عام المملكة العربية السعودية محمد بن إبراهيم آل الشيخ -وقد حضر أوَّلها الملك سعود بن عبد العزيز آل سعود كما حضرها الملك محمد إدريس السنوسي حاكم ليبيا، وشخصيات أُخرى ذات شأن- وقدَّم فيها مقالَه القيِّمَ بعنوان: الإسلام فوق القوميات والعصبيات.
- اختير عضوًا في المجلس الاستشاري الأعلى للجامعة الإسلامية بالمدينة المنورة منذ تأسيسها عام 1962م، ظلَّ عضوا فيه إلى انحلال المجلس- وانضمام الجامعة في سلك بقية الجامعات السعودية تابعةً لوزارة التعليم العالي - قبل أعوام.
- اختير عضواً في رابطة الجامعات الإسلامية منذ تأسيسها عام 1969 م.
- اختير عضواً في المجمع العلمي العربي الهندي منذ تأسيسه 1976 م.[6]
- اختير عضوا مؤازراً في مجمع اللغة العربية الأردني عام 1980 م.
- تمَّ اختياره لجائزة الملك فيصل العالمية لخدمة الإسلام عام 1980م.
- مُنح شهادة الدكتوراه الفخرية في الآداب من جامعة كشمير عام 1981م.
- اختير رئيساً لمركز آكسفورد للدراسات الإسلامية عام 1983م.
- اختير عضواً في المجمع الملكي لبحوث الحضارة الإسلامية (مؤسسة آل البيت) عام 1983م.
- أسهم في تأسيس رابطة الأدب الإسلامي العالمية عام 1984 م واختير رئيسًا لها، وخلَفه بعد وفاته نائبه الدكتور عبد القدوس أبو صالح.
- أقام عبد المقصود خوجة ـ من أعيان جدة ـ حفلا لتكريمه بجدة عام 1985م.
- اختير عضوا للهيئة الاستشارية لمجلة الشريعة والدراسات الإسلامية إحدى مجلات مجلس النشر العلمي في جامعة الكويت في ديسمبر 1988م واستمر حتى توفاه الله.
- أُقيمت ندوة أدبية حول حياته وجهوده الدعوية والأدبية عام 1996م في تركيا على هامش المؤتمر الرابع للهيئة العامة لرابطة الأدب الإسلامي العالمية.
- مُنح جائزة الشخصية الإسلامية لعام 1998 م في رمضان 1419 هـ وقدم إليه الجائزة ولي العهد لحكومة الإمارات العربية المتحدة محمد بن راشد آل مكتوم.
- منح جائزة السلطان حسن البلقية العالمية في موضوع سير أعلام الفكر الإسلامي من مركز أكسفورد للدراسات الإسلامية عام 1998م (1419هـ).
- منحه معهد الدراسات الموضوعية بالهند جائزة الإمام ولي الله الدهلوي لعام 1999م - والتي تم منحها لأول مرة - وكان قد تقرر اختياره لهذه الجائزة في حياته ولكن وافته المنية قبل الإعلان الرسمي، وقد استلم هذه الجائزة باسم ابن أخته محمد الرابع الحسني النَّدْوي في دلهي في 7 شعبان 1421هـ (نوفمبر 2000م).
- منحته المنظمة الإسلامية للتربية والعلوم والثقافة (ايسسكو ISESCO) -تقديرا لعطائه العلمي المتميز وللخدمات الجليلة التي قدمها إلى الثقافة العربية الإسلامية - وسام الإيسسكو من الدرجة الأولى. وقد استلم هذا الوسام نيابة عنه ابن أخته أمينِ ندوة العلماء العام محمدٍ الرابعِ الحسني النَّدْوي وكيلُ ندوة العلماء للشؤون التعليمية عبد الله عباس الندوي في الرباط في 25 شعبان 1421 هـ.

## وصيته
اسمعوها مني صريحةً أيها العرب: بالإسلام أعزَّكم الله،
"لو جُمع لي العربُ في صعيدٍ واحد واستطعت أن أوجّه إليهم خطاباً تسمعه آذانهم، وتعيه قلوبهم لقلتُ لهم: أيها السادة ! إنَّ الإسلام الذي جاء به محمد صلى الله عليه وسلم العربي هو منبع حياتكم، ومِنْ أُفُقه طلع صبحُكم الصادق، وأن الـنبـي صلى الله عليه وسلّم هو مصدر شرفكم وسبب ذكركم، وكل خير جاءكم - بل وكل خير جاء العالم - فإنَّما هو عن طريقه وعلى يديه، أبى الله أن تتشرفوا إلا بانتسابكم إليه وتمسُّكِكُم بأذياله والاضطلاع برسالته، والاستماتة في سبيل دينه، ولا رادَّ لقضاء الله ولا تبديل لكلمات الله، إن العالم العربي بحرٌ بلا ماءٍ كبحر العَروض حتى يتخذ محمدًا صلى الله عليه وسلّم إماماً وقائداً لحياته وجهاده، وينهض برسالة الإسلام كما نهض في العهد الأول، ويخلـِّص العالَم المظلوم من براثن مجانين أوروبا- الذين يأبون إلا أن يقبروا المدنيَّة وقضوا على الإنسانية القضاء الأخير بأنانيتهم واستكبارهم وجهلهم- ويوجِّه العالم من الانهيار إلى الازدهار، ومن الخراب والدَّمار والفوضى والاضطراب، إلى التقديم والانتظام، والأمن والسلام، ومن الكفر والطغيان إلى الطاعة والإيمان، وإنه حق على العالم العربي سوف يُسألُ عنه عند ربه فلينظر بماذا يجيب ؟!

## وفاته
توفي أبو الحسن الندوي يوم الجمعة 23 رمضان 1420هـ الموافق 31 ديسمبر 1999. في قرية تكية كلان بمديرية راي بريلي (يوبي) الهند.

## وصلات خارجية
- أبو الحسن الندوي على موقع أرشيف الشارخ.
- مؤلفات أبي الحسن الندوي للتحميل
- قائمة مولفات أبي الحسن الندوي بالعربية
- صفحته على موقع طريق الإسلام.
- تحميل كتاب ماذا خسر العالم بانحطاط المسلمين
- تحميل كتاب القادياني والقاديانية دراسة وتحليل
- رباني الأمة وداعية الإسلام العلامة أبو الحسن الندوي بقلم أ.د. يوسف القرضاوي
- فقه الدعوة عند العلامة أبو الحسن الندوي
- نبذة عن